# Ravnica ćupova
Ravnica ćupova (lao: ທົ່ງ ໄຫ ຫິນ, Thong Hay Hin, što znači „ravnica kamenih posuda”) je područje megalitskih ćupova u pokrajini Xiengkhuang, na istoimenoj visoravni u središnjem Laosu, u blizini glavnog grada pokrajine, Phonsavana. 
Ravnica je dobila ime po više od 2.100 megalitskih kamenih cjevkastih ćupova iz željeznog doba. Pored velikih isklesanih kamenih ćupova, tu se nalaze i kameni diskovi, sekundarni ukopi, nadgrobni spomenici, kamenolomi i pogrebni predmeti stari od 500. pr. Kr. do 500. (a po nekima i do 800. god.). Ćupovi i povezani elementi najistaknutiji su dokaz civilizacije željeznog doba koja ih je izrađivala i koristila sve dok nije nestala, oko 500. godine. Zbog toga je Ravnica ćupova upisana na UNESCO-ov popis mjesta svjetske baštine u Aziji 2019. godine.
Smješteni su na padinama brda i podnožjima koje okružuju središnju visoravan. Ćupovi su veliki, dobro izrađeni za što je bila potrebna razvijena tehnološka vještina, kako za proizvodnju tako i za njihovo premještanje s lokacija kamenoloma do pogrebnih mjesta. Ćupovi i pripadajući nalazi najistaknutiji su dokaz civilizacije željeznog doba koja ih je izrađivala i koristila, a o kojima se malo zna. Nalaze se na povijesnom raskrižju dva glavna kulturna sustava željeznog doba jugoistočne Azije, sustav Mun-Mekong i sustav Crvena rijeka/Tonkinški zaljev. Budući da je to područje olakšavalo kretanje kroz regiju, omogućavajući trgovinu i kulturnu razmjenu, smatra se da je distribucija ćupova povezana s kopnenim putovima koji su ih povezivali.
Prva je ove kamene ćupove istražila i opisala francuska geologinja i amaterska arheologinja Madeleine Colani 1930. god. kod Ban Anga. Ona je držala da su ovi prapovijesni pogrebni megalitski ćupovi djelo proto-laoškog naroda, predaka naroda Lao Theunga (Mon-khmerski narod središnjeg Laosa). Iskopavanja laoskih i japanskih arheologa tijekom 1990-ih podržalo je ovu interpretaciju otkrićem ljudskih posmrtnih ostataka, grobnih predmeta i keramike oko ćupova. 
Većina ćupova su koncentrirani u grozdove na tri velika nalazišta (1, 2 i 3), iako ih je u Xiangkhouangu identificirano više od 90. Samo na lokalitetu 1 nalazi se više od 250 tih velikih kamenih ćupova, veličine od pola do tri metra visine i težine od 600 kg do 6 tona. 
Budući da je provinciju Xieng Khouang snažno bombardiralo američko zrakoplovstvo tijekom građanskog rata u Laosu 1960-ih i 1970-ih, mnoga nalazišta i danas su nedostupna. Samo na lokacijama 1, 2 i 3 veliki je dio bombi očišćen i područja za posjetitelje su jasno označena.
UNESCO je zaštitio 174,56 ha s 15 lokaliteta na velikom području od skoro 3,200 km² od mjesta Muang Souy na istoku, te Phong Nhoma na zapadu i Cha Hoa na jugu.
- Kameni ćupovi na nalazištu 1
- Pogled na nalazište 1 i jedan ćup
- Ćup s nalazišta 1 s isklesanim poklopcem
- Nalazište 2.
- Nalazište 3.

## Vanjske poveznice
|  | Zajednički poslužitelj ima još gradiva o temi Ravnica ćupova |

- UNESCO-ova web stranica za zaštitu projekta Ravnica ćupova  Arhivirana inačica izvorne stranice od 21. ožujka 2020. (Wayback Machine) (engl.)